# دا برت
دا بـِرَت (انگلیسی: Da Brat؛ زادهٔ ۱۴ آوریل ۱۹۷۴) یک رپر و هنرپیشه اهل ایالات متحده آمریکا است. وی از سال ۱۹۹۱ میلادی تاکنون مشغول فعالیت بوده‌است.
از فیلم‌ها یا مجموعه‌های تلویزیونی که وی در آن‌ها نقش داشته است می‌توان به تمام این‌ها (۱۹۹۴) اشاره نمود.